# Rückenmarksinfarkt
Unter Rückenmarksinfarkt versteht man eine Schädigung des Rückenmarks infolge einer Sauerstoffunterversorgung durch unzureichenden Blutzufluss. Je nach Versorgungsgebiet der betreffenden Arterie lassen sich verschiedene vaskuläre Rückenmarkssyndrome unterscheiden. Im Extremfall kann es dabei zum spinalen Schock kommen.

## Verbreitung
Infarkte des Rückenmarks sind selten und machen nur 1 % aller Infarkte aus.

## Ursache

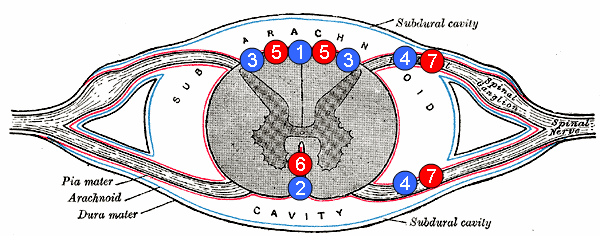
Querschnitt durch das Rückenmark. Die mit 6 bezeichnete Struktur ist die Arteria spinalis anterior, mit 5 sind die beiden Arteria spinalis posterior markiert.

Das Rückenmark wird bauchseitig (ventral) von der Arteria spinalis anterior versorgt. Rückenseitig (dorsal)
ist die Arteria spinalis posterior paarweise angelegt und deswegen weniger gefährdet. Die Blutversorgung dieser Arterien kann durch Arteriosklerose oder Embolien eingeschränkt werden. Eine Besonderheit sind fibrokartilinäre Embolien aus den Bandscheiben bei jungen, sportlichen Patienten oder Schwangeren sowie bei Haushunden (→ Fibrokartilaginöse Embolie). Auch Gefäßmissbildungen wie arterio-venöse Duralfisteln können zum Infarkt führen.
Häufiger sind Verlegungen der Arterien durch Tumoren, Aortenaneurysmata oder Aortendissektionen. Weiterhin kann eine Beteiligung spinaler Gefäße bei Vaskulitiden die Ursache von Infarkten sein.
Im Thoraxbereich ist die Versorgung durch die Adamkiewicz-Arterie (Arteria radicularis magna), die meist aus der Aorta in der Höhe des 9. bis 12. Brustsegment entspringt, entscheidend für die Blutversorgung der Spinalarterien. Wegen der variablen Lage dieser Arterie sind Infarkte hier eine gefürchtete Komplikation bei Operationen an der Aorta im Thorax.

## Klinische Erscheinungen
Ein Rückenmarksinfarkt präsentiert sich unterschiedlich in Abhängigkeit von den betroffenen Arterien. Das Arteria-spinalis-anterior-Syndrom und das Arteria-spinalis-posterior-Syndrom sind eine Kombination aus Schmerzen, Gefühlsstörungen und Lähmungen, die meist plötzlich auftreten.

## Untersuchungsmethoden
Die genaueste Untersuchungsmethode ist die Magnetresonanztomographie. Leider lassen sich auch mit dieser Methode nicht alle Patienten sicher diagnostizieren. So konnten in einer Studie nur 67 % aller Rückenmarksinfarkte mit dem MRT erkannt werden. Die Computertomographie wird ebenfalls eingesetzt, um Gefäßfehlbildungen und Kompressionen des Rückenmarks als Differenzialdiagnose zu erkennen. Die Gefäße können auch durch die Digitale Subtraktionsangiographie gut dargestellt werden. Mit einer Lumbalpunktion kann man entzündliche Ursachen erkennen.

## Behandlung
Die Behandlung richtet sich nach der jeweiligen Ursache. Dabei ist ein Rückenmarksinfarkt immer als Notfall anzusehen, weil ein Zeitfenster für eine erfolgreiche Behandlung besteht, bevor das Rückenmark irreversibel geschädigt ist. An die akute Behandlung sollte sich eine Rehabilitation anschließen. In einer Studie zeigte sich bei 70 % der Patienten eine vollständige oder fast vollständige Heilung.